# Happy Game
Happy Game est un jeu vidéo d'aventure et d'horreur développé et édité par Amanita Design. Le jeu est sorti en 
décembre 2021 pour Microsoft Windows et Nintendo Switch.

## Système de jeu
Happy Game est un jeu d'aventure pointer-cliquer qui rappelle les précédents titres d'Amanita Design mais beaucoup plus sombre. Le joueur doit traverser trois mondes tout en résolvant diverses énigmes sur son chemin. Le joueur rencontrera également diverses créatures et doit souvent effectuer des actions rapidement pour ne pas mourir.

## Développement
Happy Game a été mentionné comme un projet à venir d'Amanita Design dans une interview de Lukáš Kunce en mars 2018. Kunce a déclaré qu'il serait similaire à Botanicula et Chuchel mais plus sombre. Le jeu est conçu par Jaromír Plachý, créateur de Botanicula et Chuchel tandis que la bande originale est composée par le groupe de musique DVA,. Le jeu a été officiellement annoncé le 15 décembre 2020 lors de la présentation Indie World et sa sortie est prévue au printemps 2021.